# Vjeroučitelj
Vjeroučitelj ili vjeroučiteljica je stručna osoba koja izvodi nastavu vjeronauka u školskom sustavu. Za razliku od ostalih nastavnika, vjeroučitelj ima dvojaku odgovornost: zaposlenik je odgojno-obrazovne ustanove i odgovara državnim prosvjetnim vlastima, ali istovremeno djeluje u ime i s mandatom svoje vjerske zajednice.

## Uloga i zadaće
Uloga vjeroučitelja složena je i obuhvaća obrazovnu, odgojnu i pastoralnu dimenziju. Prema definiciji Hrvatskog zavoda za zapošljavanje, vjeroučitelj je "stručnjak koji sustavno i cjelovito upoznaje ljude s vjerom".
Njegove ključne zadaće i uloge uključuju:
- Obrazovna uloga: Sustavno upoznavanje učenika s temeljima vjere, svetim spisima, poviješću, doktrinom i moralnim načelima.
- Odgojna uloga: Pomaganje učenicima u usvajanju ljudskih i vjerskih vrednota, poticanje razvoja kritičkog stava te izgradnja cjelovite slike svijeta.[1]
- Metodička priprema: Izrada provedbenih planova za nastavu, odabir didaktičkih sredstava i metoda te vrednovanje i ocjenjivanje učeničkog napretka.
- Pastoralna i savjetodavna uloga: Pomoć učenicima u promišljanju o dubokim "pitanjima smisla" i pružanje podrške u duhovnom rastu.[2]
- Promicanje dijaloga: Poticanje otvorenosti prema drugima, upoznavanje drugih kršćanskih crkava u duhu ekumenizma i dijalog s drugim religijama.[2]

## Pravni i crkveni status u Hrvatskoj
Nakon demokratskih promjena, konfesionalni katolički vjeronauk ponovno je uveden u hrvatski školski sustav 1991. godine. Njegov status formalno je reguliran nizom dokumenata:
- Ugovor između Svete Stolice i Republike Hrvatske o suradnji na području odgoja i kulture (1996.) potvrdio je nastavu katoličkog vjeronauka u svim javnim osnovnim i srednjim školama kao izborni predmet za one koji ga izaberu.[3]
- Provedbeni ugovor o katoličkom vjeronauku (1999.) detaljnije je uredio način izvođenja nastave, a potpisale su ga Vlada Republike Hrvatske i Hrvatska biskupska konferencija.[2]

## Kvalifikacije i imenovanje
Da bi osoba mogla predavati vjeronauk u školi, mora zadovoljiti dva ključna uvjeta koja propisuju i državne i crkvene vlasti.
1.  Akademska sprema: Završen diplomski sveučilišni teološko-katehetski studij, integrirani filozofsko-teološki studij ili stručni studij teologije.
2.  Kanonski mandat (missio canonica): Posebno crkveno poslanje koje vjeroučitelju dodjeljuje mjesni biskup. Mandat je ovlaštenje za poučavanje katoličke vjere u ime Crkve i potvrda da osoba živi u skladu s crkvenim naukom. Biskup može mandat i oduzeti, čime osoba gubi pravo predavanja vjeronauka, neovisno o svom radno-pravnom statusu u školi.

## Razlika između školskog vjeronauka i župne kateheze
Iako su komplementarni, školski vjeronauk i župna kateheza imaju različite naglaske i ciljeve.
- Školski vjeronauk je sustavno i informativno upoznavanje katoličke vjere u svim njezinim dimenzijama (učenje, slavljenje, življenje). On je otvoren i za učenike koji traže odgovore na životna pitanja, neovisno o njihovom osobnom uvjerenju.[2]
- Župna kateheza ima za cilj uvođenje vjernika u život konkretne crkvene zajednice. Naglasak je na duhovnom, liturgijskom i sakramentalnom sazrijevanju, osobito kroz pripremu za sakramente (prva pričest, krizma).

Zbog njihove neraskidive povezanosti, za pristup sakramentima u pravilu se traži redovito pohađanje i školskog vjeronauka i župne kateheze.

## Rasprave u javnosti
Položaj vjeronauka u javnim školama predmet je čestih javnih rasprava. Kritičari se zalažu za uvođenje predmeta poput "religijske kulture", koji bi se temeljio na neutralnom upoznavanju fenomena svih religija.
S druge strane, Hrvatska biskupska konferencija u svojoj poruci iz 2000. godine ističe da konfesionalni vjeronauk ima duboko opravdanje u pluralističkom društvu te da je "čvrsta komponenta europske škole". Smatraju da se u dijalog može ući samo s izgrađenim vlastitim stavom te da težnje za "neutralnom religijom" mogu dovesti do duhovnog osiromašenja. Naglašavaju da su elementi religijske kulture već ugrađeni u plan i program katoličkog vjeronauka, kao i u druge predmete poput povijesti, književnosti i umjetnosti.

## Vanjske poveznice
- Nacionalni katehetski ured Hrvatske biskupske konferencije